# Kathleen Nord
Pour les articles homonymes, voir Nord (homonymie).
Kathleen Nord Feldvoss, née le 26 décembre 1965 à Magdebourg en Saxe-Anhalt en Allemagne de l'Est et morte le 24 février 2022, est une nageuse est-allemande qui a remporté une médaille d'or olympique dans la discipline du 200 m papillon à l'occasion des Jeux olympiques de 1988 à Séoul en Corée du Sud. En plus de cette médaille olympique, elle remporta une médaille d'or, une d'argent et une de bronze lors de différents championnats du monde ainsi que cinq médailles d'or, une d'argent et deux de bronze lors de championnats d'Europe.

## Biographie
Né en 1965 en Allemagne de l'Est, Kathleen commença à faire de la natation à l'âge de six ans. Dès l'âge de neuf ans, elle fut identifiée comme espoir et fut envoyée avec d'autres enfants de neuf ans pour développer ses talents sportifs. Dès l'âge de treize ans, elle participa à une première compétition internationale.
À l'âge de seize ans, elle participa à ses premiers championnats du monde qui avaient lieu en Équateur, où elle remporta une médaille d'argent. Après des succès aux championnats d'Europe, elle fut sélectionnée pour participer aux Jeux olympiques de 1984 qui avaient lieu à Los Angeles pour y représenter l'Allemagne de l'Est, mais la veille de la compétition, son pays décida de boycotter les Jeux Olympiques à la suite des pressions de l'Union soviétique.
Après avoir remporté plusieurs médailles aux championnats du Monde et d'Europe, elle eut la chance de participer à ses premiers Jeux Olympiques à Séoul en 1988. Elle était alors sous affiliation du SC Magdebourg, basé dans sa ville natale. Elle remporta une médaille d'or au 200 m papillon en plus d'une cinquième place au 400 m 4 nages.
Après sa performance aux Jeux Olympiques, elle participa à ses derniers championnats d'Europe où elle remporta deux médailles. C'est en cette année de 1989 qu'eut lieu la Chute du mur de Berlin et elle fut invitée à aller en Amérique du Nord avec sa rivale Biggi Lohberg et son mari, mais n'y resta pas longtemps. Elle entreprit ensuite des études de droit, mais elles furent annulées en 1992. Elle retourna ensuite de nouveau en Floride et étudia au Palm Beach Community College.

## Résultats

### Jeux olympiques
- 1988
  - 1re 200 m papillon
  - 5e 400 m 4 nages

### Championnats du monde
- 1982
  - 2e 400 m 4 nages

- 1986
  - 1re 400 m 4 nages
  - 3e 200 m 4 nages

### Championnats d'Europe
- Championnats d'Europe 1983 à Rome (Italie) :
  -  Médaille d'or du 400 m 4 nages ;
  -  Médaille d'argent du 200 m 4 nages.
- Championnats d'Europe 1985 à Sofia (Bulgarie) :
  -  Médaille d'or du 200 m 4 nages ;
  -  Médaille d'or du 400 m 4 nages.
- Championnats d'Europe 1987 à Schiltigheim (France) :
  -  Médaille d'or du 200 m papillon ;
  -  Médaille de bronze du 400 m 4 nages.
- Championnats d'Europe 1989 à Bonn (Allemagne de l'Ouest) :
  -  Médaille d'or du 200 m papillon ;
  -  Médaille de bronze du 100 m papillon.